# Sint-Michaëlskerk (Zwolle)
Die Sint-Michaëlskerk, auch Grote Kerk, ist eine protestantische Kirche am Großen Markt in der niederländischen Stadt Zwolle.

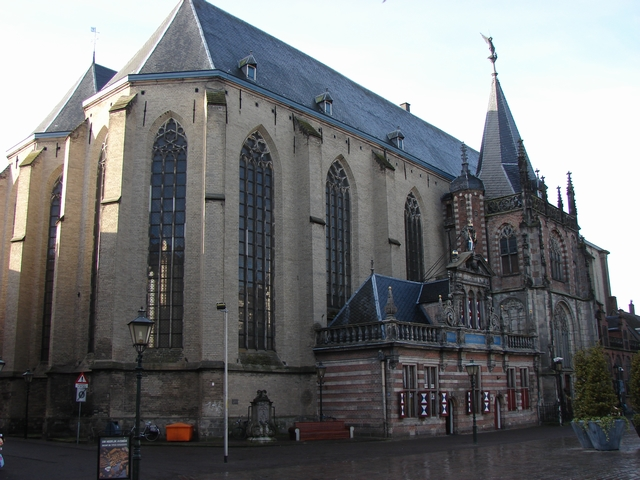
Sint-Michaëlskerk mit Renaissance-Vorbau zum Grote Markt

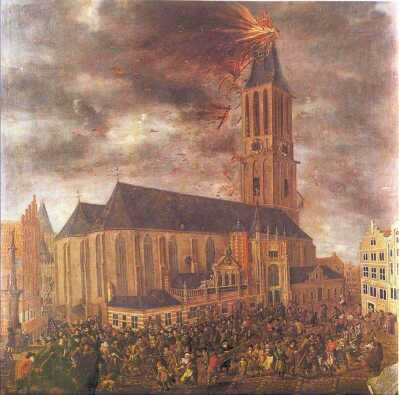
Turmbrand

## Geschichte

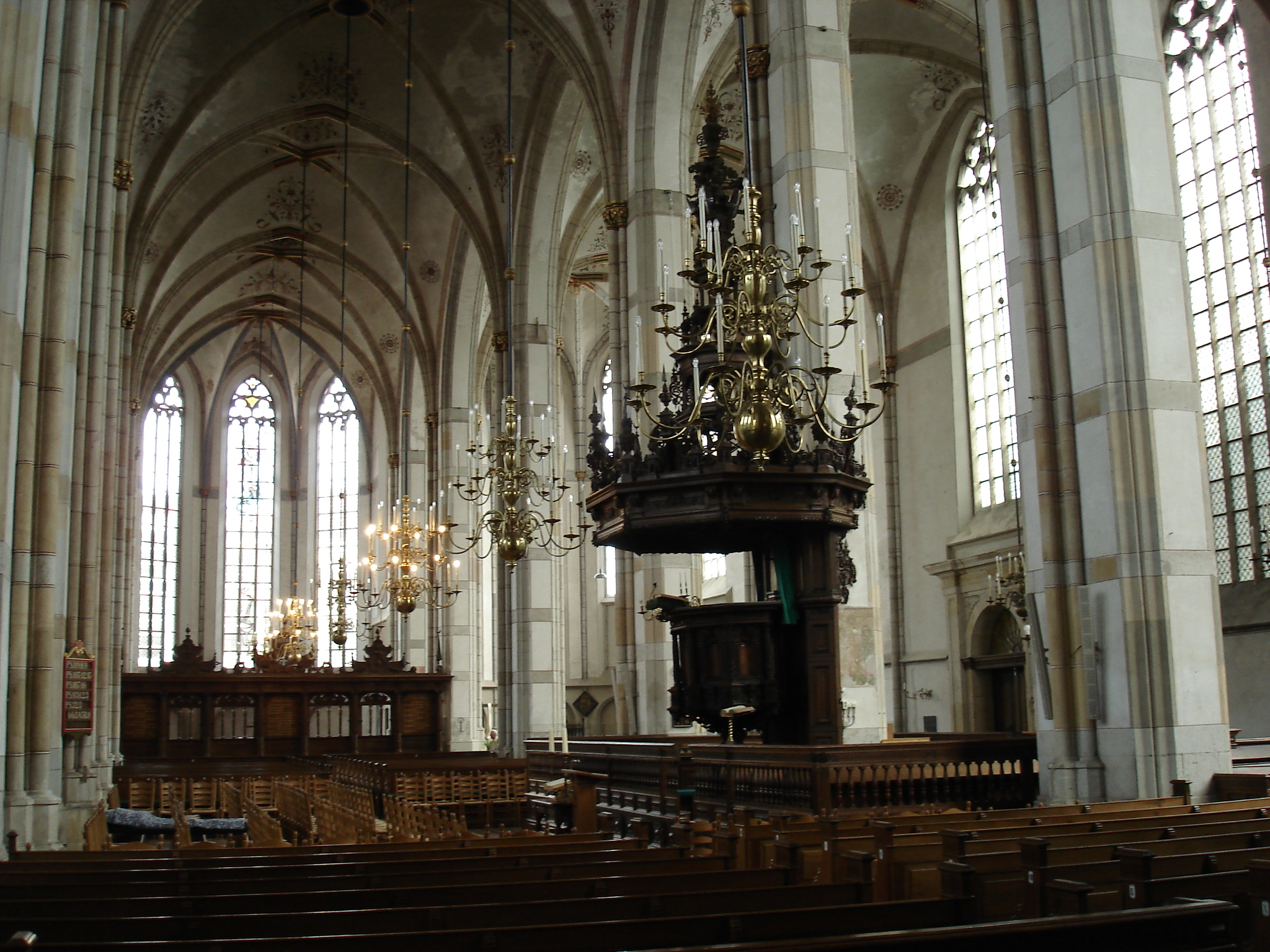
Innenansicht der Michaelskirche mit Renaissance-Kanzel

765 wird erstmals eine Kirche in Zwolle genannt. Um 1200 wurde eine romanische Kirche errichtet, die zwischen 1406 und 1466 durch die heutige dreischiffige Hallenkirche im Stil der Niederrheinischen Gotik ersetzt wurde. 1682 stürzte der 115–120 Meter hohe Turm aus dem 15. Jahrhundert ein, der durch Blitzeinschläge in den Jahren 1548, 1606 und 1669 beschädigt worden war. 1686 wurde an dieser Stelle die achtseitige Konsistorienkammer errichtet. 

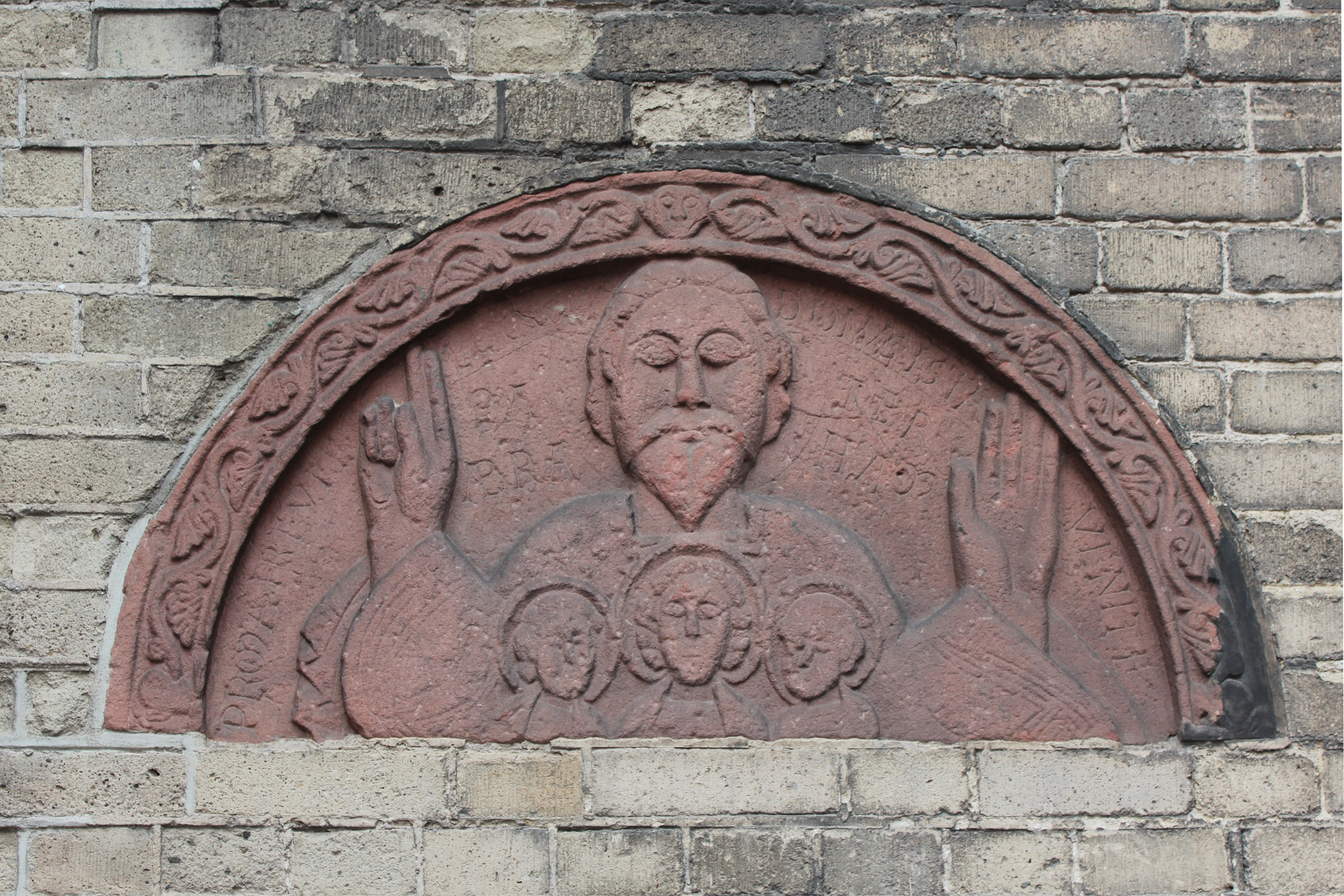
Grote Kerk romanisches Relief mit vermutlich Abraham und Lazarus

## Orgel

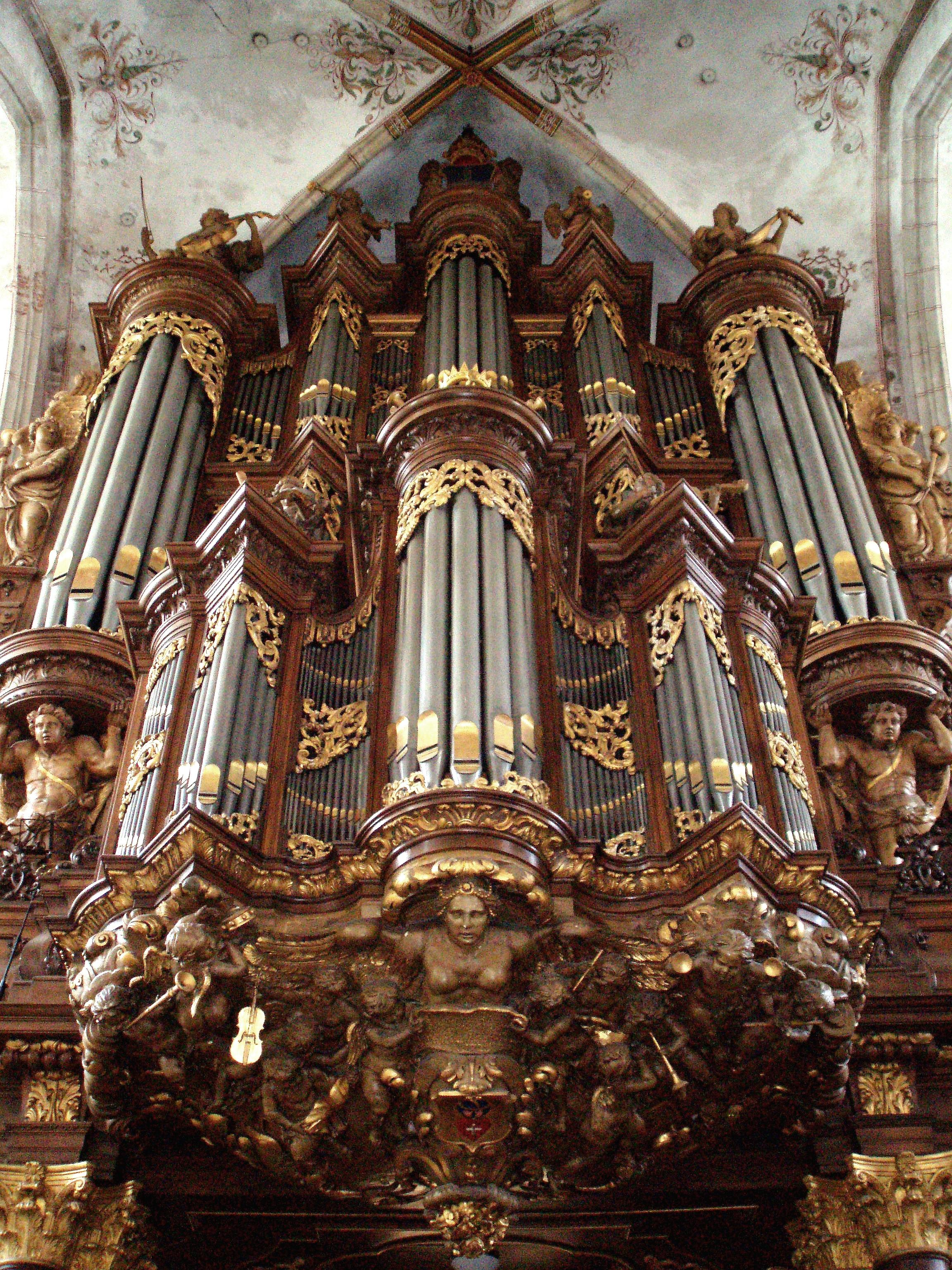
Schnitger-Orgel in Zwolle

Durch den Einsturz des Turmes wurde auch die alte Orgel stark beschädigt, sodass man sich zu einem Neubau entschloss und Kontakt mit Arp Schnitger aufnahm, der bereits viele Orgeln in den Niederlanden gebaut hatte und den besten Ruf genoss. Schnitger reiste im Winter 1718 nach Zwolle, konzipierte die Orgel und handelte den Kontrakt aus, der am 3. Januar 1719 von ihm unterzeichnet wurde. Seine Söhne Frans Caspar und Johann Georg begannen im April 1719 mit dem Bau, wobei Pfeifenmaterial von der Vorgängerorgel integriert werden sollte. 1720 beschloss man, die drei vorgesehenen Manualwerke um ein Brustwerk auf einem vierten Manual zu ergänzen. Am 30. September 1721 wurde die Orgel vollendet. Sie verfügte über 63 Register und war damit eine der größten Orgeln ihrer Zeit. Die Orgel wurde 1723 von Anthonij Aardewijn bemalt und vergoldet.
Im 19. Jahrhundert und in der ersten Hälfte des 20. Jahrhunderts erfolgten verschiedene Umbauten und Änderungen in der Disposition. 1953–1955 führte die Firma Flentrop eine erste Restaurierung durch, die die Wiederherstellung der ursprünglichen Anlage und Disposition zum Ziel hatte. Seit 2008 wird in verschiedenen Phasen das kostbare Werk restauriert: zunächst die Spiel- und Registertraktur (2008), dann die Windversorgung (2013) und schließlich das Gehäuse und das Pfeifenwerk 2022–2023. Das Instrument hat heute 64 Register. Die Disposition lautet:
| I Rugpositief C–c3 |     |
| Praestant          | 08′ |
| Roerfluit          | 08′ |
| Quintadena         | 08′ |
| Octaav             | 04′ |
| Fluit              | 04′ |
| Quintfluit         | 03′ |
| Superoctaav        | 02′ |
| Sexquialtera II    |     |
| Scherp IV          |     |
| Cimbel III         |     |
| Fagot              | 16′ |
| Schalmey           | 08′ |

| II Hoofdwerk C–c3 |     |
| Praestant         | 16′ |
| Quintadena        | 16′ |
| Octaav            | 08′ |
| Roerfluit         | 08′ |
| Octaav            | 04′ |
| Speelfluit        | 04′ |
| Nasaat            | 03′ |
| Superoctaav       | 02′ |
| Ruyschpyp II      |     |
| Mixtuur VI        |     |
| Cimbel III        |     |
| Trompet           | 16′ |
| Trompet           | 08′ |
| Vox humana        | 08′ |

| III Bovenpositief C–c3 |       |
| Praestant              | 08′   |
| Holpyp                 | 08′   |
| Viola                  | 08'   |
| Quinta                 | 06′   |
| Octaaf                 | 04′   |
| Holpyp                 | 04′   |
| Quint                  | 03′   |
| Octaaf                 | 02′   |
| Woudfluit              | 02′   |
| Sifflet                | 1 ⁄2′ |
| Tertiaan II            |       |
| Scherp V               |       |
| Viola di Gamba         | 08′   |
| Trompet                | 04′   |

| IV Borstpositief C–c3 |       |
| Fluitgedekt           | 08′   |
| Praestant             | 04′   |
| Roerfluit             | 04′   |
| Spitsfluit            | 03′   |
| Superoctaav           | 02′   |
| Gemshoorn             | 02′   |
| Quintanus             | 1 ⁄2′ |
| Nachthoorn            | 01′   |
| Sexquialtera II       |       |
| Mixtuur IV            |       |
| Dulciaan              | 08′   |
| Regaal                | 08′   |

| Pedaal C–d1  |     |
| Praestant    | 16′ |
| Subbas       | 16′ |
| Octaav       | 08′ |
| Holpyp       | 08′ |
| Superoctaaf  | 04′ |
| Vlakfluit    | 02′ |
| Mixtuur VIII |     |
| Fagot        | 32′ |
| Basuin       | 16′ |
| Trompet      | 08′ |
| Trompet      | 04′ |
| Cornet       | 02′ |

- Koppeln: I/II, III/II, IV/II, II/P
- 2 Tremulanten (für I und II/III/IV)
- Stimmung:
  - Gleichstufige Stimmung
  - Tonhöhe: a1 = 491,6 Hz bei 17 °C
- Winddruck: 78 mmWS
- Anmerkungen:

1. ↑  Die Viola di Gamba ist in dieser Orgel ein Zungenregister.

Von der Schnitger-Orgel existiert ein komplettes Sampleset, sie ist also auch virtuell spielbar.